# Chionanthus compactus
Chionanthus compactus är en syrenväxtart som beskrevs av Olof Swartz.
Chionanthus compactus ingår i släktet Chionanthus och familjen syrenväxter. Inga underarter finns listade i Catalogue of Life.